# Tuffi ai campionati europei di nuoto 2020 - Piattaforma 10 metri sincro misti
Il concorso della piattaforma 10 metri sincro misti ai Campionati europei di nuoto 2020 si è svolto l'11 maggio 2021 alla Duna Aréna di Budapest in Ungheria e vi hanno preso parte 5 coppie miste di atleti, provenienti da altrettante diverse nazioni.
La competizione è stata vinta dai quindicenni ucraini Ksenija Bajlo e Oleksij Sereda.

## Medaglie
| Posizione | Atleti                                  | Paese         |
| --------- | --------------------------------------- | ------------- |
| Oro       | Ksenija Bajlo Oleksij Sereda            | Ucraina       |
| Argento   | Andrea Spendolini-Sirieix Noah Williams | Gran Bretagna |
| Bronzo    | Ekaterina Beljaeva Viktor Minibaev      | Russia        |

## Risultati
La gara è iniziata alle ore 19:30 (UTC+1 ora locale).
| Class   | Nazione       | Tuffatori                               | Punti | Punti | Punti | Punti | Punti | Punti  |
| Class   | Nazione       | Tuffatori                               | T1    | T2    | T3    | T4    | T5    | Totale |
| ------- | ------------- | --------------------------------------- | ----- | ----- | ----- | ----- | ----- | ------ |
| Oro     | Ucraina       | Ksenija Bajlo Oleksij Sereda            | 50.40 | 48.60 | 70.20 | 80.64 | 75.84 | 325.68 |
| Argento | Gran Bretagna | Andrea Spendolini-Sirieix Noah Williams | 49.20 | 48.60 | 68.40 | 72.00 | 69.12 | 307.32 |
| Bronzo  | Russia        | Ekaterina Beljaeva Viktor Minibaev      | 51.00 | 48.00 | 71.10 | 65.28 | 67.20 | 325.68 |
| 4       | Germania      | Christina Wassen Patrick Hausding       | 47.40 | 49.20 | 70.08 | 51.30 | 71.04 | 289.02 |
| 5       | Italia        | Maia Biginelli Riccardo Giovannini      | 48.60 | 47.40 | 57.96 | 54.90 | 64.32 | 273.18 |